# Hästveda kyrka
Hästveda kyrka är en kyrkobyggnad i Hästveda. Den är sedan 2014 församlingskyrka i Hässleholms församling i Lunds stift. 

## Kyrkobyggnaden
Kyrkan byggdes ursprungligen på 1100-talet eller tidigt 1200-tal. Den var då en romansk kyrka med ett brett västtorn. Valv slogs på 1400-talet. Vid mitten av 1200-talet och runt 1500 utfördes kyrkans kalkmålningar. I långhuset återges i naiva men uttrycksfulla scener bibelns berättelser om skapelsen, syndafallet, Kristi återkomst och yttersta domen. I koret skildras bebådelsen, födelsen i Betlehem och flykten till Egypten. I absiden finns väl utförda målningar från 1200-talet av okänd mästare. I vapenhusets norra vägg sitter Hästvedastenen, en medeltida runristad gavelhäll.
Under 1860-talet gjordes en utbyggnad från tornet åt väster och tornet byggdes om till nuvarande utseende.
Våren 1940 bestämde församlingen att kyrkan skulle restaureras. Kyrkorummets tak och väggar var då täckta av vitmålade tjocka kalklager. Man visste att det fanns kyrkomålningar under absidens kalk, men de övriga kalkmålningarna var okända.
Kyrkan inhägnas av häck och murverk.

## Inventarier
Altaruppsatsen gjordes på 1770-talet av Johan Ullberg d.y. När kalkmålningarna togs fram skymde denna flera målningar i koret och fick således flyttas. Predikstolen är ett verk av konstnären Jakob Kremberg. Den bär årtalet 1598.

### Orgel
- 1866 byggde Jöns Lundahl och Knud Olsen en orgel med 6 stämmor.
- 1925 byggde A. Mårtenssons Orgelfabrik AB, Lund en orgel med 17 stämmor.
- Den nuvarande orgeln byggdes 1963 av A. Mårtenssons Orgelfabrik AB, Lund. Orgel har mekanisk traktur och elektrisk registratur. Den har även en fri och en fast kombination.

| Huvudverk I         | Bröstverk II      | Pedal             | Koppel |
| Principal 8'        | Trägedackt 8´     | Subbas 16´        | I/P    |
| Rörflöjt 8'         | Spetsgamba 8'     | Principal 8´      | II/P   |
| Oktava 4'           | Koppelflöjt 4'    | Rörpommer 4'      | II/I   |
| Kvintadena 4'       | Principal 2'      | Rauschpipa 4 chor |        |
| Waldflöjt 2'        | Spetskvint 1 1/3' | Fagott 16'        |        |
| Sesquialtera 2 chor | Scharf 3 chor     | Skalmeja 4'       |        |
| Mixtur 4-5 chor     | Dulcian 16'       |                   |        |
| Trumpet 8'          | Vox humana 8'     |                   |        |
|                     | Crescendosvällare |                   |        |

## Bildgalleri

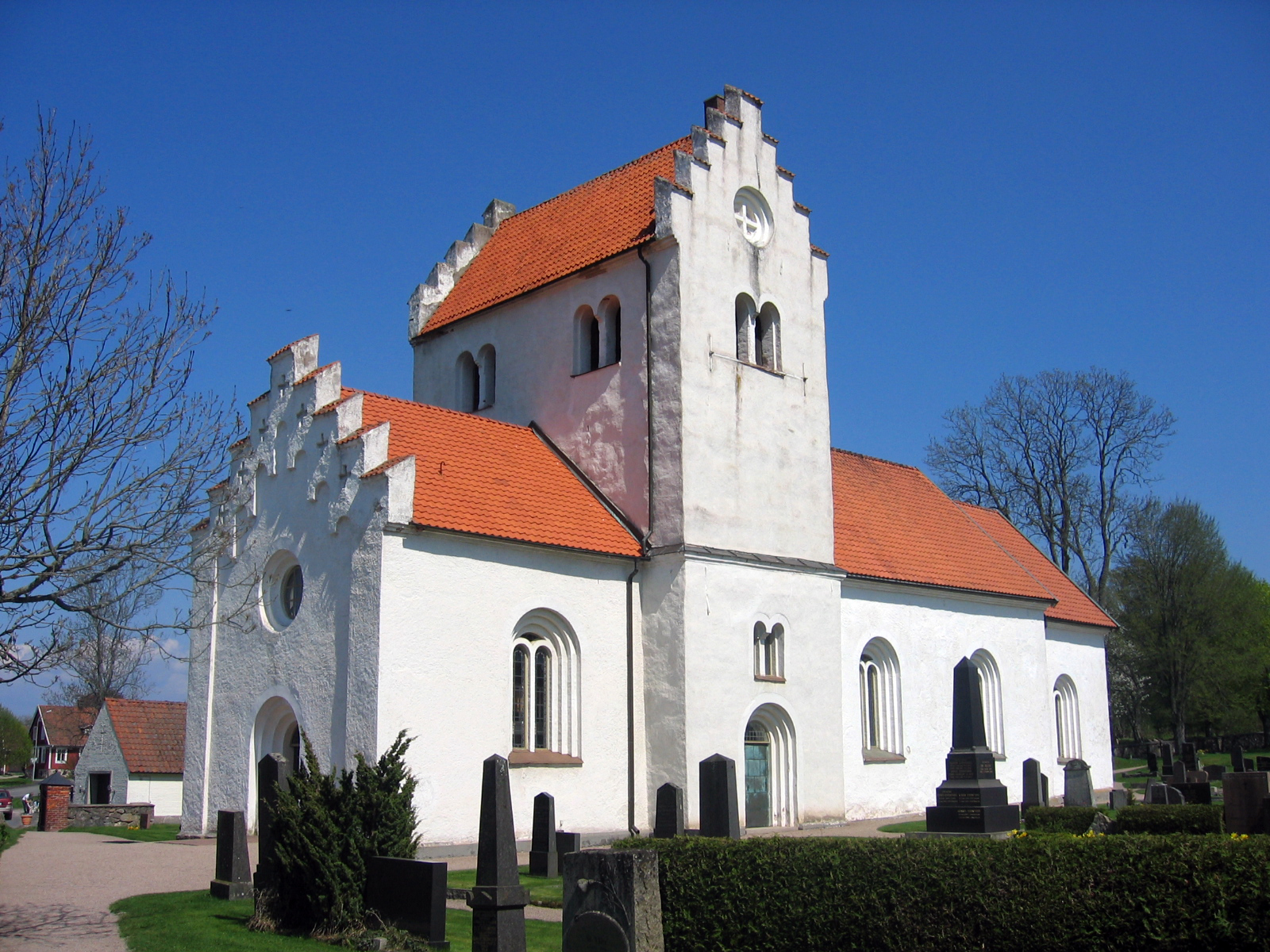
Kyrkan från sydväst
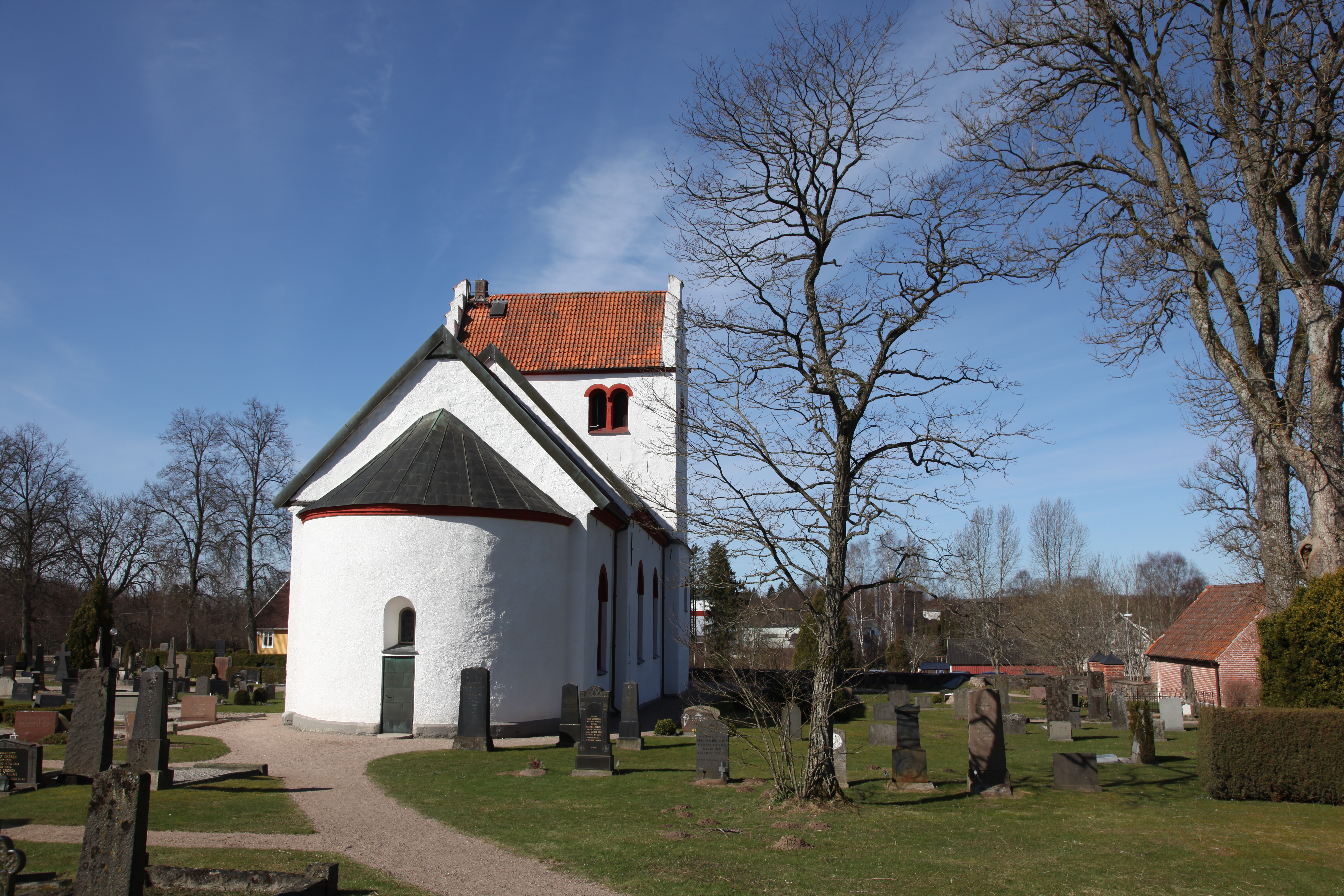
Kyrobyggnaden från öster
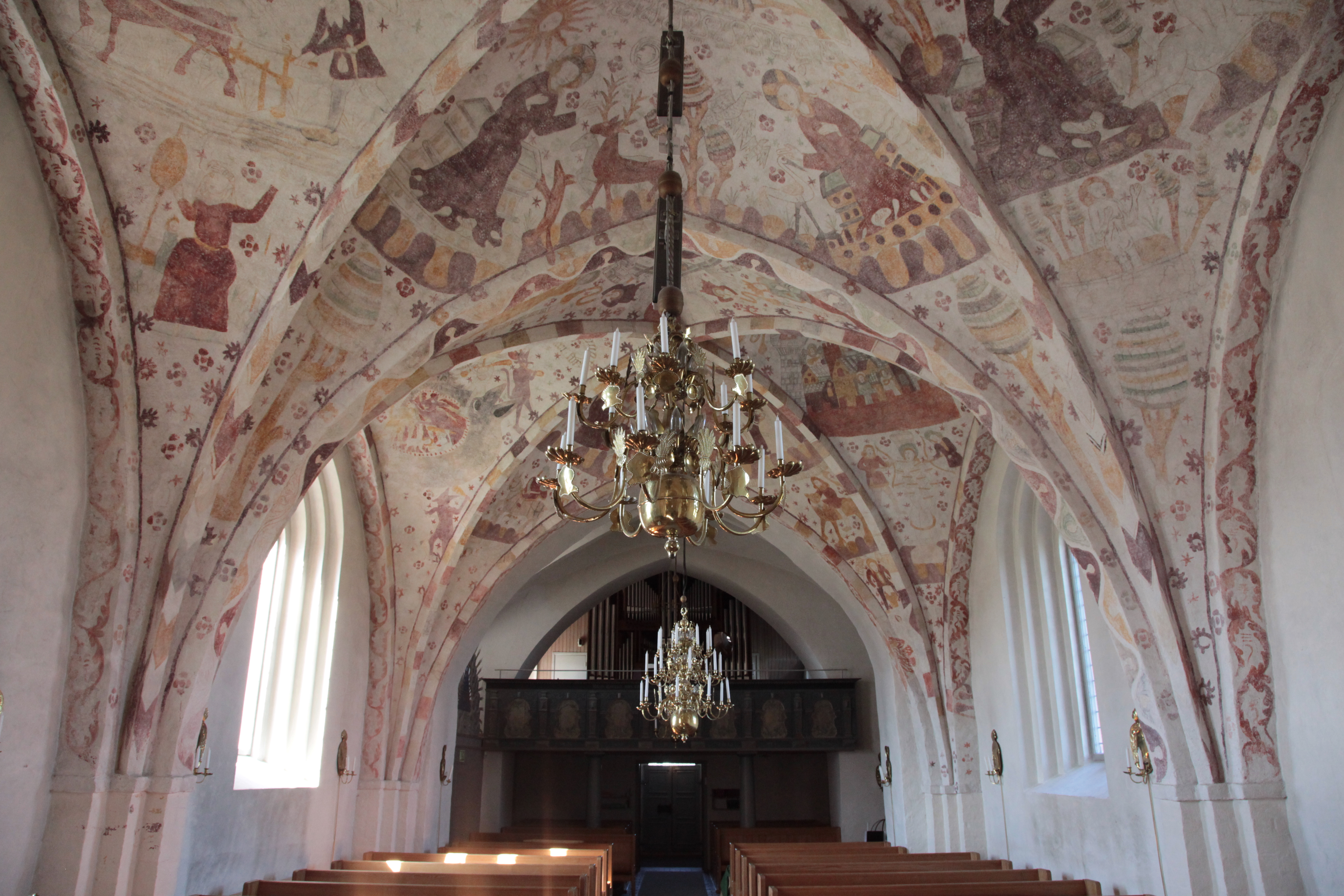
Interiör mot väster
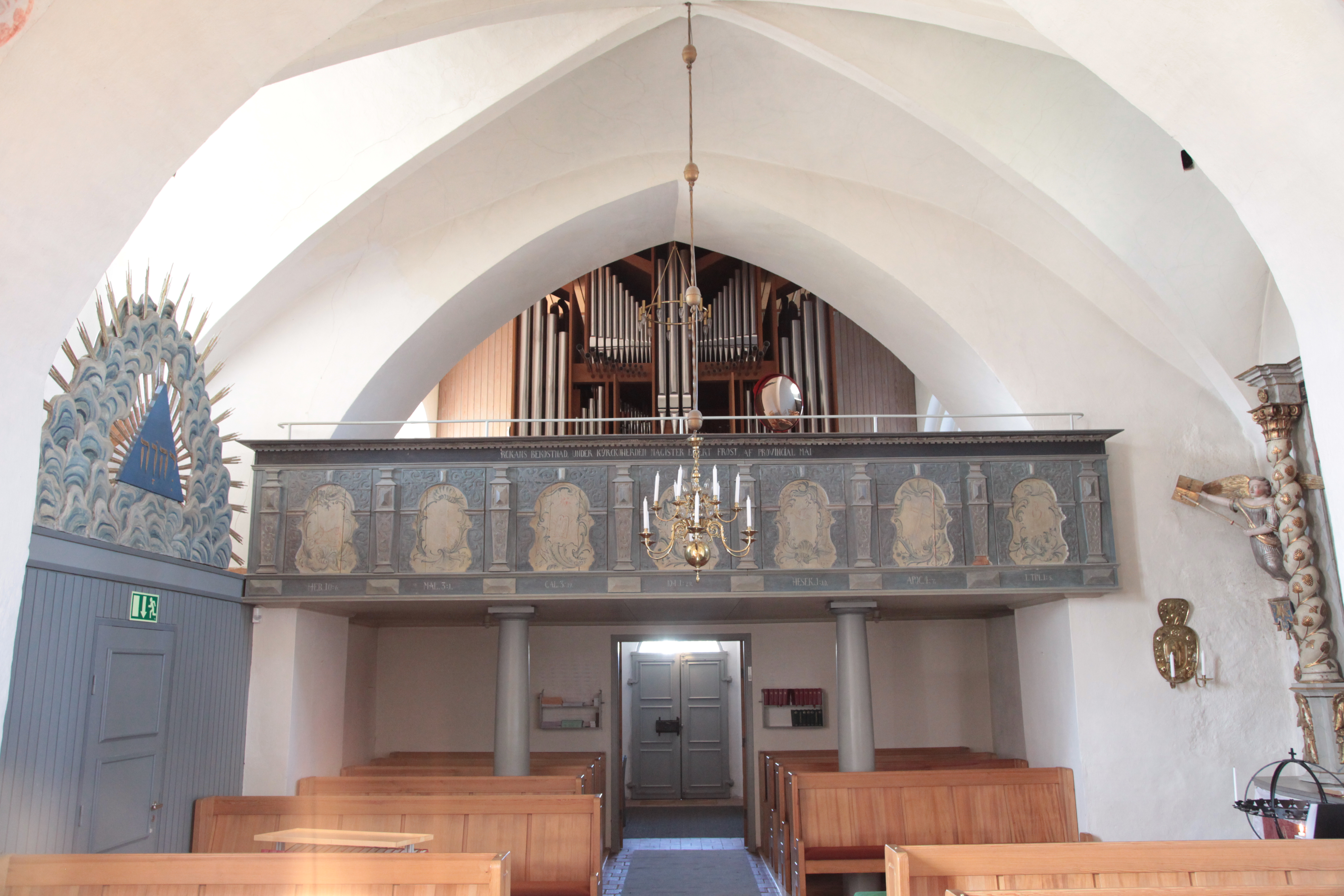
Orgelläktaren
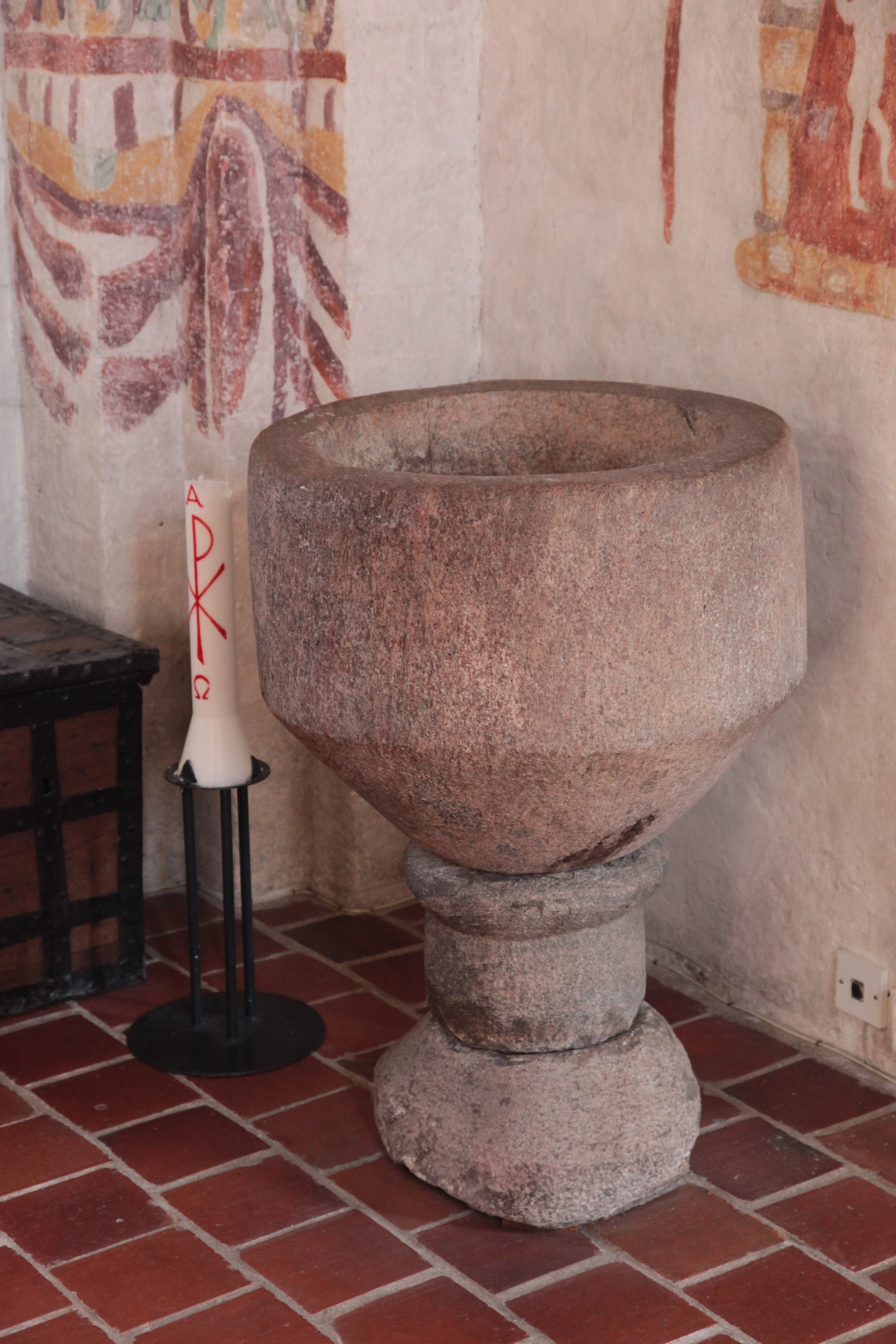
Dopfunt
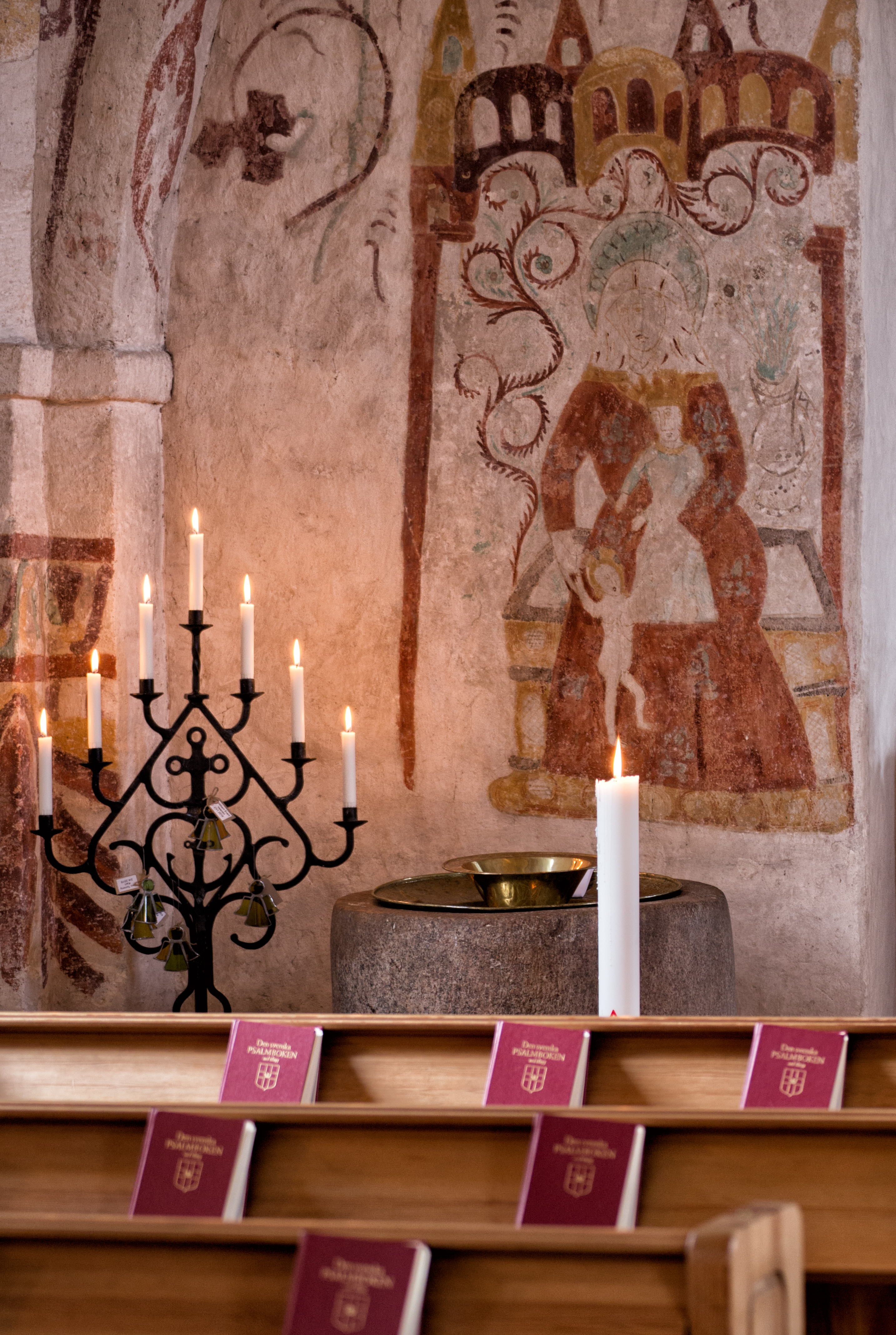